# تشارلز كودمان كابوت
تشارلز كودمان كابوت (بالإنجليزية: Charles Codman Cabot) هو قاضي ومحامي أمريكي، ولد في 22 نوفمبر 1900 في بروكلين في الولايات المتحدة، وتوفي في 1976.